# Tridentea marientalensis
Tridentea marientalensis là một loài thực vật có hoa trong họ La bố ma. Loài này được (Nel) L.C. Leach miêu tả khoa học đầu tiên năm 1978.